# 代爾祖爾之戰 (2017年)
2017年1月14日開始的代爾祖爾之戰是伊斯兰国向圍困多時的敘利亞代尔祖尔省首府代尔祖尔發動的新攻勢。
2017年1月16日，伊斯蘭國攻佔聯繫代爾祖爾機場與敘政府軍主要控制區的道路，把敘軍在代爾祖爾的控制區分割成東西兩部分。世界糧食計劃署同日宣佈暫停在代爾祖爾空投糧食的行動。
在俄敘空軍支援下，地面上的敘軍於1月17日發起反攻。
1月29日，世界糧食計劃署恢復在代爾祖爾空投糧食的行動。

## 延伸閱讀
- 俄军战略轰炸机助阵代尔祖尔叙军 IS或成强弩之末（页面存档备份，存于）（观察者网，2017-01-25）